# Bloomfield (Nowy Meksyk)
Bloomfield – miasto w Stanach Zjednoczonych, w stanie Nowy Meksyk, w hrabstwie San Juan.